# Alem Marr
Alem Marr (* 18. Juni 1787 in Upper Mount Bethel, Northampton County, Pennsylvania; † 29. März 1843 bei Milton, Pennsylvania) war ein US-amerikanischer Politiker. Zwischen 1829 und 1831 vertrat er den Bundesstaat Pennsylvania im US-Repräsentantenhaus.

## Werdegang
Im Jahr 1795 zog Alem Marr mit seinen Eltern in die Nähe von Milton im Northumberland County. Er besuchte die öffentlichen Schulen seiner jeweiligen Heimat. 1807 absolvierte er das Princeton College. Nach einem anschließenden Jurastudium und seiner 1813 erfolgten Zulassung als Rechtsanwalt begann er in Danville in diesem Beruf zu arbeiten. In den 1820er Jahren schloss er sich der Bewegung um den späteren US-Präsidenten Andrew Jackson an und wurde Mitglied der von diesem 1828 gegründeten Demokratischen Partei.
Bei den Kongresswahlen des Jahres 1828 wurde Marr im neunten Wahlbezirk von Pennsylvania in das US-Repräsentantenhaus in Washington, D.C. gewählt, wo er am 4. März 1829 die Nachfolge von George Kremer antrat. Da er im Jahr 1830 auf eine weitere Kandidatur verzichtete, konnte er bis zum 3. März 1831 nur eine Legislaturperiode im Kongress absolvieren. Seit dem Amtsantritt von Präsident Jackson im Jahr 1829 wurde innerhalb und außerhalb des Kongresses heftig über dessen Politik diskutiert. Dabei ging es um die umstrittene Durchsetzung des Indian Removal Act, den Konflikt mit dem Staat South Carolina, der in der Nullifikationskrise gipfelte, und die Bankenpolitik des Präsidenten.
Nach dem Ende seiner Zeit im US-Repräsentantenhaus zog sich Alem Marr auf seine Farm nahe Milton zurück, wo er am 29. März 1843 verstarb.